# Клячаново
Клячаново (укр. Клячаново) — село в Ивановецкой сельской общине Мукачевского района Закарпатской области Украины.
Население по переписи 2001 года составляло 1905 человек. Почтовый индекс — 89623. Телефонный код — 3131. Занимает площадь 2,038 км². Код КОАТУУ — 2122783202.

## Достопримечательности
Возле села открыт археологический памятник Галиш-Ловачка, поселение 3-1 века до н. э., железоотделочный производственный центр. 

## Известные уроженцы
- Кешеля, Дмитрий Михайлович (род. 1951) — украинский писатель, драматург.
- Росул, Василий Васильевич (род. 1951) — украинский педагог, ректор вуза.